# Franciszek Więcek
Franciszek Więcek (ros. Франци́ск Ива́нович Ве́нцек, ur. 14 września 1885 w Samarkandzie, zm. 8 czerwca 1918 w Samarze) – działacz komunistyczny polskiego pochodzenia.

## Życiorys
Syn polskich zesłańców zesłanych do Środkowej Azji za udział w wystąpieniach Polaków przeciw carskiemu reżimowi. Od 1904 członek SDPRR, 1905 przeniósł się z Samarkandy do Moskwy, później prowadził nielegalną działalność w Tule i Charkowie, kilkakrotnie aresztowany, skazany na zesłanie do Kaługi, skąd zbiegł i przeniósł się do Samary. Od 1917 członek Rady Samarskiej, 1918 zastępca przewodniczącego Komitetu Wykonawczego Samarskiej Rady Gubernialnej, od marca 1918 komisarz ds. prasy guberni samarskiej, od 10 kwietnia do 8 czerwca 1918 przewodniczący samarskiego gubernialnego Trybunału Rewolucyjnego, jednocześnie od maja do 8 czerwca 1918 kierownik wydziału sprawiedliwości samarskiego gubernialnego komitetu rewolucyjnego. Po zajęciu Samary przez Korpus Czechosłowacki został zabity.
8 lipca 1926 jego imieniem nazwano ulicę w Samarze.